# Az ítélet eladó (film)
Az ítélet eladó (eredeti cím: Runaway Jury) 2003-as amerikai jogi filmthriller Gary Fleder rendezésében. John Grisham azonos cmű című 1996-os regényének adaptációja. A főbb szerepekben John Cusack, Gene Hackman, Dustin Hoffman és Rachel Weisz látható. 
Az Amerikai Egyesült Államokban 2003. október 17-én mutatták be. Magyarországon 2004. március 4-én jelent meg az InterCom Zrt. forgalmazásában.

## Cselekmény
New Orleansban lövöldözés történik egy brókercégnél. A halottak között van Jacob Wood is. A lövöldöző egy bukott bróker volt, aki a jelek szerint tizenegy embert ölt meg és többeket megsebesített az esemény során. 
Két évvel később Jacob özvegye, Celeste Wendell Rohr ügyvéd segítségével bíróság elé viszi a Vicksburg Firearms-t (egy fegyvergyártó cég) azzal az indokkal, hogy a cég súlyos gondatlansága vezetett férje halálához.
Az esküdtek kiválasztása során Rankin Fitch esküdt-tanácsadó és csapata elektronikus megfigyelésen keresztül háttér-információkat közöl az egyes esküdtekről a tárgyalóteremben tartózkodó vezető védőügyvéddel, Durwood Cable-lel.
Az esküdtszékben Nicholas „Nick” Easter úgy tesz, mintha megpróbálná felmentetni magát az esküdtszéki munka alól. Frederick Harkin bíró úgy dönt, hogy leckét ad neki állampolgári kötelességből, és Fitch közli Cable-lel, hogy a bíró most már nem hagyott nekik más választást, és Nicket kell esküdtnek választania. Nick szimpatikus viselkedésével elnyeri az esküdt társai tetszését, de Frank Herrera, egy tengerészgyalogos veterán azonnal ellenszenvet érez iránta.
Egy Marlee nevű nő telefonon ajánlatot tesz Fitchnek és Rohrnak: az első ajánlattevőnek ő fogja átadni az ítéletet. Rohr elutasítja az ajánlatot, mivel azt feltételezi, hogy Fitch taktikázik, hogy téves tárgyalást érjen el. Fitch azonban bizonyítékot kér arra, hogy a nő képes teljesíteni, amit Nick azzal bizonyít, hogy egy esküdtet kizárat. Fitch az esküdtek viselkedését rejtett kamerákon keresztül megfigyelve azonosítja Nicket, mint befolyásolót, és elrendeli a lakásának átkutatását, nem talál semmit, de Nick majdnem tetten éri Fitch emberét a lakásában. Marlee megtorlásul Fitch egyik esküdtjét kirúgatja. Fitch ezután három esküdtre megy rá zsarolással, ami az egyiket, Rikki Colemant öngyilkossági kísérletre készteti. Emellett elküldi az embereit, hogy találjanak Nick lakásában egy rejtett eszközt, amelyen kulcsfontosságú információkat tároltak, majd távoznak, és felgyújtják a lakást. Nick megmutatja a bírónak a lakása első átkutatásáról készült videófelvételt, mire a bíró elrendeli az esküdtek elkülönítését.
Rohr koronatanúja, a Vicksburg egy korábbi alkalmazottja nem jelenik meg. Miután szembesítette Fitchet, Rohr úgy dönt, hogy nem nyerheti meg az ügyet. 10 millió dollárt kér a cége partnereitől, hogy kifizethesse Marlee-t. Fitch elküldi egyik ügynökét, Janovichot, hogy elrabolja Marlee-t, de a nő visszaveri, és 15 millió dollárra emeli az árat. Rohr elvből meggondolja magát, és nem hajlandó fizetni. Miután a Vicksburg Firearms vezérigazgatója tanúként a keresztkérdések során elveszti a fejét, és rossz benyomást tesz az esküdtszékre, Fitch beleegyezik, hogy kifizesse Marlee-t, hogy biztos legyen az ítéletben.
Fitch beosztottja, Doyle, aki Nick után nyomoz, rájön, hogy Nick valójában Jeff Kerr, a jogi egyetemet elhagyó Jeff Kerr. Ezután az Indiana állambeli Gardnerbe utazik, ahonnan Jeff és jogi egyetemista barátnője, Gabby (Marlee) is származik. Doyle finoman kikérdezi Gabby édesanyját, aki elmondja neki, hogy Gabby nővére évekkel ezelőtt egy lövöldözésben halt meg, amikor még középiskolás volt. Akkoriban a város beperelte a fegyvergyártót, és vesztett; Fitch segített a védelemnek megnyerni az ügyet. Doyle arra következtet, hogy Nick és Marlee ajánlata csapda, és felhívja Fitcht, de már késő, a pénzt már kifizették.
Nick megkapja a visszaigazolást a kifizetés átvételéről, és beszédet tart, amelyben arra kéri őket, hogy vizsgálják felül a tényeket, és hogy tartoznak Celeste Woodnak azzal, hogy tanácskozzanak, Herrera legnagyobb bánatára, aki a felperes ellen kezd szónoklatba, ami aláássa a támogatását. A fegyvergyártót felelősnek találják, és az esküdtszék 110 millió dollár általános kártérítést ítél Celeste Woodnak.
A tárgyalás után Nick és Marlee szembesítik Fitchet a 15 millió dolláros kenőpénzről szóló nyugtával, amelyet nyilvánosságra hoznak, hacsak nem vonul vissza. Fitch megkérdezi, hogyan vették rá az esküdtszéket, hogy a felperesre szavazzanak, mire Nick azt válaszolja, hogy nem ő tette, ő csak megakadályozta, hogy Fitch ellopja a tárgyalást azzal, hogy az esküdtek a szívükkel szavazzanak. Tájékoztatják őt, hogy a 15 millió dollár a gardneri lövöldözés áldozatainak javára lesz fordítva.

## Szereplők
| Szerep          | Színész              | Szinkronhang       |
| --------------- | -------------------- | ------------------ |
| Nick Easter     | John Cusack          | Stohl András       |
| Rankin Fitch    | Gene Hackman         | Reviczky Gábor     |
| Wendall Rohr    | Dustin Hoffman       | Tahi Tóth László   |
| Marlee          | Rachel Weisz         | Hámori Eszter      |
| Cable           | Bruce Davison        | Haás Vander Péter  |
| Harkin bíró     | Bruce McGill         | Barbinek Péter     |
| Lawrence Green  | Jeremy Piven         | Kardos Róbert      |
| Doyle           | Nick Searcy          | Balázsi Gyula      |
| Garland Jankle  | Stanley Anderson     | Gruber Hugó        |
| Frank Herrera   | Cliff Curtis         | Sztarenki Pál      |
| Janovich        | Nestor Serrano       | Bácskai János      |
| Lamb            | Leland Orser         | Szatmári Attila    |
| Vanessa Lembeck | Jennifer Beals       | Németh Kriszta     |
| Herman Grimes   | Gerry Bamman         | Kardos Gábor       |
| Celeste Wood    | Joanna Going         | Németh Borbála     |
| Lonnie Shaver   | Bill Nunn            | Faragó András      |
| Loreen Duke     | Juanita Jennings     | Kocsis Mariann     |
| Amanda Monroe   | Marguerite Moreau    | Kéri Kitty         |
| Stella Hulic    | Nora Dunn            | Keönch Anna        |
| Eddie Weese     | Guy Torry            | Szokol Péter       |
| Millie Dupree   | Rusty Schwimmer      | Némedi Mari        |
| Kaufman         | Margo Moorer         |                    |
| Birk            | David Dwyer          | Palóczy Frigyes    |
| Raines          | Michael Arata        |                    |
| Rikki Coleman   | Rhoda Griffis        | Csizmadia Gabi     |
| Sylvia Deshazo  | Fahnlohnee R. Harris | Törtei Tünde       |
| Lydia Deets     | Corri English        | Solecki Janka      |
| Phillip Savelle | Jason Davis          | Katona Zoltán      |
| Henry Wu        | Xuan Van Nguyen      | -                  |
| Terry Docken    | Douglas M. Griffin   | Honti Molnár Gábor |
| Lou Dell        | Carol Sutton         | Bognár Anna        |
| Portás          | Deneen Tyler         |                    |
| Ted             | Zach Hanner          |                    |
| Deborah         | Andrea Powell        | Haumann Petra      |
| Pulaski         | Ted Manson           | Pethes Csaba       |
| Shamburg        | David Jensen         |                    |
| Maxine          | Lori Heuring         |                    |
| Vudu-boltos     | Adella Gauthier      | Illyés Mari        |
| Furgonvezető    | Afemo Omilami        | Holl János         |
| Technikus       | Barret O'Brien       |                    |
| Jerome          | Ned Bellamy          | Seder Gábor        |
| Russell         | Orlando Jones        | Kossuth Gábor      |

## Filmkészítés
A filmet 1997 óta tervezték. A rendezők között volt Joel Schumacher és Mike Newell, a főszerepet pedig Edward Nortonnak és Will Smithnek ajánlották fel. A regény középpontjában a nagy dohányipari cégek álltak, egészen az 1999-es A bennfentes című film megjelenéséig, ami szükségessé tette a cselekmény megváltoztatását a dohánygyártó cégekről a fegyvergyártó cégekre.

## Bevétel
A film 49 440 996 dolláros bevételt hozott az Amerikai Egyesült Államokban, összesen világszerte 80 154 140 dollárt gyűjtött.

## Fordítás
- Ez a szócikk részben vagy egészben  a   Runaway Jury című angol Wikipédia-szócikk fordításán alapul.  Az eredeti cikk szerkesztőit annak laptörténete sorolja fel. Ez a jelzés csupán a megfogalmazás eredetét és a szerzői jogokat jelzi, nem szolgál a cikkben szereplő információk forrásmegjelöléseként.